# Domaine de diffusion

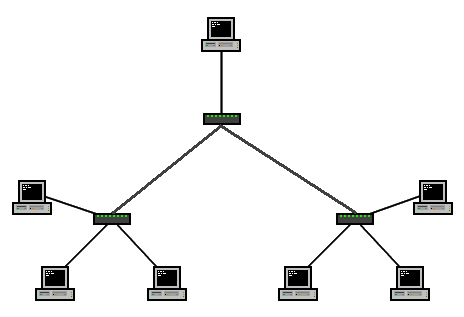
Topologie du réseau Arborescence

Un domaine de diffusion (en anglais, broadcast domain) est une aire logique d'un réseau informatique où n'importe quel ordinateur connecté au réseau peut directement transmettre à tous les autres ordinateurs du même domaine, sans devoir passer par un routeur.
Plus spécifiquement, c'est une zone du réseau informatique composée de tous les ordinateurs et équipements de communication qui peuvent être contactés en envoyant une trame à l'adresse de diffusion de la couche liaison de données.
Généralement, les concentrateurs et commutateurs conservent le même domaine de diffusion, alors que les routeurs les divisent. L'utilisation de réseaux virtuels permet cependant de séparer virtuellement un commutateur en plusieurs domaines de diffusion. Et le routeur est un élément indispensable à la communication de deux domaines de diffusions.